# Niels Peter Jensen (komponist)
 Der er flere personer med dette navn, se N.P. Jensen.
Niels Peter Jensen (23. juli 1802 i København – 19. oktober 1846) var en dansk komponist, fløjtenist og organist.
Han var søn af smedemester Nicolai Jensen i København. Niels Peter Jensen mistede som barn synet og var dermed udset til et liv i elendighed og fattigdom. Han fik en smule undervisning af sin mor, men i 1811 blev der ved det private selskab Kædeordenens virksomhed oprettet en undervisningsanstalt for blinde. Niels Peter Jensen blev optaget på skolen. Her bemærkedes hans anlæg for musik, og han blev bl.a. af kapelmusikerne Philip Seydler og Peter Christian Bruun uddannet til en fortrinlig fløjtespiller. Friedrich Kuhlau, der interesserede sig meget for ham, gav ham en grundig undervisning i musikteori, og A.W. Hartmann (J.P.E. Hartmanns far) lærte ham at spille orgel.
Det var uhørt, at en blind kunne varetage et embede, og der rejste sig derfor en stærk modstand, da Niels Peter Jensen søgte ansættelse som organist. Men med gode anbefalinger fra ansete mænd som Kuhlau, Weyse og Claus Schall lykkedes det ham i 1828 efter flere forgæves forsøg at få ansættelse som organist ved Sankt Petri Kirke i København.
Selv om embedet var dårligt lønnet, fik han en position i byens musikliv og blev efterhånden en søgt lærer. Samtidig komponerede han flittigt. Allerede som 15-årig havde han komponeret en trio for fløjte, klarinet og cello, og ved en forestilling d. 16. april 1820 på Det Kongelige Teater til fordel for Blindeinstituttet udførtes en kantate af ham. Adam Oehlenschläger, der satte megen pris på ham, overdrog ham i 1827 at skrive ouverturen og en del af musikken til Væringerne i Miklagård, ligesom han også skrev musik til flere af Oehlenschlägers kantater.

## Værker
- Forskellige lejlighedskantater
- Robinson, et syngestykke, som blev opført på Det kgl. Teater
- En del musik for fløjte.